# Arena da Juventude
Die Arena da Juventude (deutsch Arena der Jugend) ist eine Mehrzweckhalle im Olympiapark Deodoro von Rio de Janeiro.

## Geschichte
Die Halle wurde für die Olympischen Sommerspiele 2016 errichtet. Die Bauarbeiten begannen Mitte Juli 2015 und wurden im ersten Quartal 2016 abgeschlossen. Eröffnet wurde die Arena im März 2016. Für den Bau war das brasilianische Architekturbüro Vigliecca & Associados zuständig.
Während den Olympischen Sommerspielen 2016 fanden in der Arena die Basketballspiele und das Fechten im Modernen Fünfkampf statt. Die Halle hatte zu dieser Zeit eine Kapazität von 5000 Plätze, wovon 3000 temporäre Plätze waren, die nach den Spielen entfernt wurden. ausgetragen. Im Rahmen der anschließend stattfindenden Paralympics 2016 sollte die Hallen als Wettkampfstätte für die Wettbewerbe im Rollstuhlfechten dienen, wegen Budgetkürzungen wurden die Wettkämpfe jedoch in die Carioca Arena 3 verlegt.